# Vestralpo
Vestralpo (em latim: Vestralpus) foi um rei alamano ativo durante a segunda metade do século IV. Esteve entre os chefes alamanos que participaram na campanha de 357 que culminaria na decisiva batalha de Argentorato contra o césar Juliano. Em 359, solicitou, ao lado dos demais reis alamanos, um acordo de paz com os romanos, mas eles se recusaram a aceitá-lo até atacarem os territórios alamanos. Depois disso, concluíram uma paz em separado com Vestralpo.